# Kenichiro Fumita
Kenichiro Fumita (en japonés: 文田 健一郎, Fumita Kenichiro; Nirasaki, 18 de diciembre de 1995) es un deportista japonés que compite en lucha grecorromana.
Participó en dos Juegos Olímpicos de Verano, obteniendo dos medallas, plata en Tokio 2020 y oro en París 2024, ambas en la categoría de 60 kg. Ganó cuatro medallas en el Campeonato Mundial de Lucha entre los años 2017 y 2023.

## Palmarés internacional
| Juegos Olímpicos   | Juegos Olímpicos       | Juegos Olímpicos  | Juegos Olímpicos |
| Año                | Lugar                  | Medalla           | Categoría        |
| ------------------ | ---------------------- | ----------------- | ---------------- |
| 2020               | Tokio (Japón)          | Medalla de plata  | 60 kg            |
| 2024               | París (Francia)        | Medalla de oro    | 60 kg            |
| Campeonato Mundial |                        |                   |                  |
| Año                | Lugar                  | Medalla           | Categoría        |
| 2017               | París (Francia)        | Medalla de oro    | 59 kg            |
| 2019               | Nursultán (Kazajistán) | Medalla de oro    | 60 kg            |
| 2022               | Belgrado (Serbia)      | Medalla de bronce | 60 kg            |
| 2023               | Belgrado (Serbia)      | Medalla de plata  | 60 kg            |